# Microphobetron
Microphobetron is een geslacht van vlinders van de familie slakrupsvlinders (Limacodidae).

## Soorten
- M. aenea Hering & Hopp, 1927
- M. rebella Dyar, 1912